# Вилайет
Вилайе́т (вилаят, велаят, вилоят, вилайа; от араб. ولاية‎ — «область», «провинция») — основная административно-территориальная единица в некоторых государствах и странах Северной Африки, Ближнего и Среднего Востока, а также Центральной и Юго-Восточной Азии.

## Существующие административные единицы
- Афганистан — вилаят; провинция (см. Административное деление Афганистана)
- Алжир — вилайет (см. Вилайеты Алжира)
- Малайзия — вилайа персекутуан (Wilayah Persekutuan); федеральная территория (см. Административное деление Малайзии)
- Таджикистан — вилоят (см. Административное деление Таджикистана)
- Танзания — вилая (см. Округа Танзании[англ.])
- Тунис — вилайет; говернорат (см. Административное деление Туниса)
- Турция — вилайет; иль, ил (см. Административное деление Турции)[2]
- Туркменистан — велаят (см. Административное деление Туркменистана)
- Узбекистан — вилоят (см. Административное деление Узбекистана)
- Оман — вилайет (см. Административное деление Омана)

## Упразднённые административные единицы
- Бухарская Советская Народная Республика, Таджикская АССР — вилайет, административная единица, по величине соответствующая округам или уездам Европейской России.
- Османская империя — вилайет или эялет (см. Административное деление Османской империи); обыкновенно эта турецкая административная единица неофициально называлась пашалык, от общеупотребительного наименования губернаторов — паши[3]. Самая крупная военно-административная единица в Османской империи во главе с бейлербеем, имевшим обычно звание везира и титул паши. Число эйялетов в XVII веке достигало тридцати четырёх. В «Джихан-нюма» употребляются оба термина — «эйялет» и «вилайет» (см. «Джихан-нюма», стр. 410, 598).
- Казахское ханство — валаят (каз. уәлаят). Также валаятами назывались автономные области в составе недолго существовавшей Алашской автономии (1917—1920).